# Шейх Али Фатхи аш-Шишани
Шейх Али Фатхи аш-Шишани (1940—1997) — чеченский религиозный и военный деятель, богослов и салафитский проповедник, основоположник салафизма (т. н. ваххабизма) в Чеченской Республике, сооснователь и 1-й амир (глава) Исламского джамаата салафи во время Первой чеченской войны (1994—1996 гг.). Первый, кто ввёл исламскую атрибутику в чеченские войны. Был советником Джохара Дудаева и Зелимхана Яндарбиева по религиозным вопросам. Получил известность под именем Шейх Али Фатхи аш-Шишани (араб. الشيخ علي فتحي الشيشاني, Шейх Али Фатхи Чеченский‎).

## Биография
Шейх Али Фатхи аш-Шишани родился в Чечне 1940 году. Выходец из тайпа зандакой. Когда он был ещё ребёнком, его семья эмигрировала в Иорданию.
В Иордании Али Фатхи получил исламское образование и занимался дааватом. Он свободно говорил на родном чеченском языке, а также владел английским и арабским языками.

Фатхи во время проповеди в Чечне (1996)

В 1989 году шейх Али Фатхи посещал свою историческую родину — Чечню.
Принимал активное участие в гражданской войне в Афганистане (1989—1992), — был ведущим членом движения «Талибан», а также участвовал в гражданской войне в Таджикистане и первой чеченской войне (1994—1996).
В начале 90-х годов Али Фатхи вернулся на родину и поселился в Урус-Мартане, откуда родом братья Ахмадовы, Магомед Цагараев, Абдул-Малик Межидов и другие известные ичкерийские командиры салафитского толка. До первой чеченской войны Урус-Мартан был центром антидудаевской оппозиции, а в межвоенный период в Ичкерии благодаря Али Фатхи этот регион стал центром салафизма, так называемого ваххабизма.
С его именем связано возникновение в Чеченской Республике салафитского движения и вооружённых формирований салафитского течения. Также он считается первым, кто ввёл мусульманскую атрибутику в чеченское сопротивление. В 1990-е годы был религиозным советником Джохара Дудаева и Зелимхана Яндарбиева.
В начале первой чеченской войны Али Фатхи сформировал в республике собственный вооружённый салафитский отряд — «Исламский джамаат салафи», состоявший в основном из чеченцев, приехавших на войну с Ближнего Востока.
Али Фатхи умер в 1997 году после окончания Первой чеченской войны. По одной версии, он умер от сердечного приступа, по другим — от последствий отравления.
Известно, что после смерти Али Фатхи «Исламский джамаат Салафи» возглавил другой иорданский чеченец Абдурахман аз-Зарки (Абдурахман Шишани) из иорданского города Эз-Зарка, где проживают чеченцы-мухаджиры.